# ناثان مورتون
ناثان مورتون (بالإنجليزية: Nathan Morton)‏ هو سياسي أسترالي، ولد في 3 أغسطس 1978 في ملبورن في أستراليا. حزبياً، نشط في حزب أستراليا الليبرالي (شعبة أستراليا الغربية). وقد انتخب عضو الجمعية التشريعية لأستراليا الغربية.